# Batalha de Chacabuco
A Batalha de Chacabuco foi uma batalha decisiva da independência do Chile, na qual combateram o exército dos andes e o exército espanhol. Ocorreu em 12 de fevereiro de 1817 na fazenda de Chacabuco, redondezas de Santiago.

## Prelúdio
San Martín recebeu inúmeros relatos dos planos espanhóis de um espião vestido de roto, um camponês pobre do Chile. O roto disse-lhe que o general espanhol, Marcó, sabia dos combates nas montanhas e disse ao seu exército para "correr para o campo", que se refere a Chacabuco. Ele também contou a San Martín o plano do general Rafael Maroto, líder do Regimento Talavera e uma força de voluntários de até 2 000 homens. Seu plano era tomar a encosta da montanha e lançar um ataque contra San Martín.
Em 11 de fevereiro, três dias antes de sua data planejada para o ataque, San Martín convocou um conselho de guerra para decidir sobre um plano. Seu principal objetivo era tomar a Fazenda Chacabuco, a sede monárquica, no fundo dos morros. Ele decidiu dividir seus 2 000 soldados em duas partes, enviando-os por duas estradas de cada lado da montanha. O contingente da direita foi liderado por Miguel Estanislao Soler, e o esquerdo por O'Higgins. O plano era que Soler atacasse seus flancos, ao mesmo tempo em que cercava sua retaguarda para evitar sua retirada. San Martín esperava que ambos os líderes atacassem ao mesmo tempo, então os monarquistas teriam que travar uma batalha em duas frentes.

## Batalha
San Martín enviou suas tropas montanha abaixo a partir da meia-noite do dia 11 para se preparar para um ataque ao amanhecer. Ao amanhecer, suas tropas estavam muito mais próximas dos monarquistas do que o previsto, mas lutaram arduamente e heroicamente. Enquanto isso, as tropas de Soler tiveram que descer um caminho estreito que se mostrou longo e árduo, demorando mais do que o esperado. O general Bernardo O'Higgins, supostamente vendo sua terra natal e sendo dominado pela paixão, abandonou o plano de ataque e acusou, junto com seus 1 500. O que exatamente aconteceu nesta parte da batalha é ferozmente debatido. O'Higgins afirmou que os monarquistas pararam sua retirada e começaram a avançar em direção às suas tropas. Ele disse que, se levasse seus homens de volta ao caminho estreito e recuasse, seus homens teriam sido retirados um a um. San Martín viu o avanço prematuro de O'Higgins e ordenou que Soler carregasse o flanco monárquico, tirando a pressão de O'Higgins e permitindo que suas tropas mantivessem seu terreno.
O tiroteio que se seguiu durou até a tarde. A maré virou para o Exército dos Andes quando Soler capturou um importante ponto de artilharia monárquica. Nesse momento, os monarquistas montaram uma praça defensiva em torno da Fazenda Chacabuco. O'Higgins assumiu o centro da posição monárquica, enquanto Soler passou para a posição atrás dos monarquistas, cortando qualquer chance de recuo. O'Higgins e seus homens dominaram as tropas monárquicas. Quando tentaram recuar, os homens de Soler os cortaram e empurraram em direção ao rancho. Seguiu-se um combate corpo a corpo dentro e ao redor do rancho até que todos os soldados monarquistas estivessem mortos ou fossem levados cativos. 500 soldados monarquistas foram mortos e 600 feitos prisioneiros. O Exército dos Andes perdeu apenas doze homens em batalha, mas outros 120 perderam a vida devido aos ferimentos sofridos durante a batalha.  Maroto conseguiu escapar, graças à velocidade de seu cavalo, mas foi levemente ferido.

## Consequências
As tropas monarquistas restantes seguiram para o extremo sul do Chile, onde montariam um mini Chile espanhol. Eles foram reforçados a partir do mar e provaram ser um problema para a nação chilena até que eles foram finalmente forçados a recuar por mar para Lima.  O governador interino Francisco Ruiz-Tagle presidiu uma assembleia, que designou San Martín como governador, mas ele recusou a oferta e solicitou uma nova assembleia, que tornou O'Higgins Diretor Supremo do Chile. Isso marca o início do período "Patria Nueva" na história do Chile.
A Batalha de Chacabuco, em 12 de fevereiro de 1817, foi um evento crucial durante a Guerra de Independência do Chile, resultando em uma vitória decisiva para as forças independentistas lideradas pelo general José de San Martín e Bernardo O'Higgins sobre os monarquistas espanhóis. O rescaldo da batalha teve vários impactos significativos:
1. Recuperação de Santiago:
Após a batalha, as forças patriotas reentraram em Santiago, a capital do Chile, com San Martín sendo oferecido o cargo de Diretor Supremo, que ele recusou, colocando O'Higgins no posto, onde permaneceu até 1823.
2. Início da expulsão espanhola:
A vitória em Chacabuco marcou o início da expulsão das forças espanholas do Chile, processo que se completou no ano seguinte na Batalha de Maipú. Esta batalha preparou o terreno para a eventual independência do Chile do domínio espanhol. 
3. Impulso ao Movimento de Independência:
A Batalha de Chacabuco foi um encontro militar essencial na luta pela independência do Chile, reforçando o moral do Exército pró-independência dos Andes, que foi fundamental para promover a causa da independência na região. 
4. Importância Continental:
A batalha não foi apenas um momento crucial na história chilena, mas também na história mais ampla do continente, contribuindo para o movimento maior de libertação do domínio colonial espanhol em toda a América do Sul. O papel de San Martín na batalha e na subsequente libertação do Chile foi uma adição significativa ao seu legado de esforços para libertar o continente do domínio espanhol. 
A Batalha de Chacabuco foi, portanto, um ponto de inflexão na Guerra de Independência do Chile, preparando as bases para novas vitórias e a eventual libertação do Chile e de outras regiões do domínio colonial espanhol.